# Stenodynerus muelleri
Stenodynerus muelleri är en stekelart som först beskrevs av Dusmet 1917.  Stenodynerus muelleri ingår i släktet smalgetingar, och familjen Eumenidae. Inga underarter finns listade i Catalogue of Life.